# Sonny Seeza
Тайрон Тейлор (англ. Tyrone Taylor; род. 13 ноября 1970 года, Бруклин, Нью-Йорк), более известный под сценическим псевдонимом Sonny Seeza (рус. Сонни Сиза), который ранее был известен как Suavé и Sonsee, — американский рэпер, музыкальный продюсер, диджей, актёр, дизайнер и участник мультиплатиновой хардкор-рэп-группы Onyx.
Suave был открыт Джем Мастер Джеем из группы Run-D.M.C., который подписал группу Onyx на свой лейбл JMJ Records. Группа Onyx выпустила три топовых продаваемых альбома, и два коммерчески не успешных, прежде чем Sonny Seeza начал свою сольную карьеру. Как сольный артист Тайрон Тейлор выпустил два альбома, Tytanium и Bridges, и принял участие в записи различных проектов других рэп-артистов.
В составе группы Onyx Sonny Seeza выпустил 5 альбомов и 20 синглов, в 1994 году был номинирован на церемонии American Music Awards и победил в номинации «Лучший рэп-альбом» на церемонии Soul Train Music Awards. За свою музыкальную карьеру Sonny Seeza продал более 15 миллионов альбомов и снялся в двух фильмах, The Addiction и Ride.

## Музыкальная карьера

### Диджеинг
В 1982 году Тайрон Тейлор начинал в Бруклине как участник хип-хоп-группы его старшего брата «Cold Crash Scenes», выступая вместе с Killah Priest в возрасте 11 лет. Вскоре он начал заниматься диджеингом. В будущем его опыт пригодится ему в записи альбома Onyx All We Got Iz Us. В 1985 году он переехал из Бруклина в Куинс, где стал учиться в старшей средней школе имени Джона Куинси Адамса (John Adams High School). Там он впервые встретил Фреда Ли Скраггса, более известного как Fredro Starr, и Марлона Флетчера, в будущем известного как Big DS. Они вместе проводили время на рэп-баттлах в парке Ajax Park (ныне Charles Drew Memorial Park) в Куинсе..

### Onyx
В 1988 году, окончив школу, в возрасте 17 лет, Fredro Starr создаёт рэп-группу вместе со своими товарищами по школе: Big DS и Suave. Big DS придумал название для группы — Onyx — в честь чёрного драгоценного камня. Они начинают делать первые демозаписи в подвале у B-Wiz с помощью драм-машины SP-12.
«…B-Wiz был моим продюсером, когда мне было 15, или даже 16 лет. Когда все другие дети имели проигрыватель виниловых пластинок, он имел драм-машину (сэмплер) SP-12. Он был одним из первых ниггеров на квартале с драм-машиной».
В 1989 году они встретили Джеффри Харриса, который становится менеджером группы и помогает им заключить контракт с лейблом Profile Records на выпуск одного сингла. В 1990 году на студии York Studio в Бруклине они записывают свой первый сингл «Ah, And We Do It Like This», который выходит 25 апреля 1990 года на лейбле Profile Records. Однако сингл имел низкие продажи.
«… Это был самый первый сингл, который был спродюсирован B-Wiz. В-Wiz был первым продюсером Onyx, именно он спродюсировал трек „Ah, And We Do It Like This“, и много оригинальных версий треков для Onyx в 1987, 1988, 1989 годах.»

### Jam Master Jay
Suave и Big DS впервые встретили Джем Мастер Джея на свадьбе у Rev Run’а из Run-D.M.C. в 1990 году. Suave, Fredro Starr и Big DS встретили Jam Master Jay в автомобильной пробке на ежегодном фестивале The Jones Beach GreekFest Festival for the African-American College students 13 июля 1991 года. Джей дал им около двух месяцев, чтобы сделать демозапись. Suave и Big DS не смогли прийти на студию, они находились в штате Коннектикут, потому что они были замешаны в деле с ограблением. Поэтому Джеф Харрис, менеджер Onyx, попросил Фредро прийти на студию со своим кузеном, Кирком Джонсом, который на тот момент делал сольную карьеру под именем Trop и работал в парикмахерской, делая тысячу долларов в неделю, постригая волосы старшеклассников. Фредро и Стики записали две песни: «Stik 'N' Muve» и «Exercise».
«…Когда мы пришли в студию, мы сделали две записи. Одна из них называлась 'Stick and Move', а другая называлась 'Exercise'. И обе эти записи были сумасшедшими! Когда Джей услышал песни, он сказал: „Йоу, я люблю эту группу“.»
 Фредро и Джей были в его машине Джея и слушали демо-кассету Onyx. Как только Джей услышал песню «Stik 'N' Muve», он сказал: «Что это такое! Прибавь громкости! Это то, о чём я говорю! Мне нужно 12 песен наподобие этой». И вот как Стики присоединился к группе, поскольку Джей сказал: «Если Стики не будет в группе, не будет никакой группы!». Сначала Джем Мастер Джей подписал группу на свой лейбл JMJ Records на выпуск сингла, затем на выпуск EP, но они сделали 10 песен на бюджет 6 песен, поэтому Расселл Симмонс подписал с ними контракт на выпуск полноценного альбома.

### Def Jam
В 1993 году группа Onyx выпустила их дебютный альбом Bacdafucup на лейбле JMJ Records, привязанный к лейблу Def Jam через ещё один лейбл Rush Associated Labels. Альбом оказался коммерческим успехом и, в конце концов, стал мультиплатиновым, в основном благодаря известному синглу «Slam», который также стал платиновым. Затем группа Onyx выпустила на лейбле JMJ Records ещё два альбома: All We Got Iz Us и Shut ’Em Down. JMJ Records и Onyx были официально исключены из Def Jam в «Чёрный четверг» — 21 января 1999 года — потому что лейбл PolyGram, который в 1994 году купил у Sony 50 % лейбла Def Jam, был продан Seagram 10 декабря 1998 года.

### Вклад в группу Onyx
Тайрон Тейлор придумал знаменитое слитное написание фразы «Bacdafucup», которое участники группы выбрали для названия дебютного альбома. Фраза «United States Ghetto», которая переводится как «Соединённые Штаты Гетто», также была придумана им. Suave является дизайнером одного из самых первых логотипов группы Onyx, разработанных им в 1992 году. Sonny Seeza также придумал имена «Sticky Fingaz» и «Mickey Billy» для персонажей Кирка Джонса и Фредро Старра для песни «Stik 'N' Muve».
«…Это рассказ о шоу Стики Фингаза и Микки Билли. Это история про ограбление.» (строчка из песни Onyx «Stik 'N' Muve»)

### Сольная карьера
Sonny Seeza перестал гастролировать с группой Onyx в 2009 году, чтобы начать сольную карьеру, но он по-прежнему выступает вместе с другими участниками группы на больших шоу. Он больше не участвует в записи новых песен с группой Onyx.
Sonny Seeza выпустил свой дебютный альбом, Tytanium, на лейбле Iceman Music Group 19 мая 2009 года. Tytanium был более похож на микстейп из старых и новых песен, чем на альбом. Это не было тем, чем это намеревалось быть. Из-за расхождений с компанией и их ошибки, Sonny Seeza был вынужден выпустить этот альбом. Из-за недостатка средств для рекламы альбом остался незамеченным.
В 2011 году Sonny Seeza был приглашён в Швейцарию букинг-агентом Soni Keomanyvong из Loyal Unity Booking and Management, чтобы сделать несколько живых шоу в Швейцарии. Она познакомила его с Mattieu Siegenthaler, который был заинтересован в выпуске альбома/проекта с Sonny Seeza через его новый лейбл — Empire Music. 18 ноября 2011 года Sonny Seeza запустил собственный веб-сайт. Вдохновлённый новыми отношениями, там же в Швейцарии он начал работу над вторым сольным альбомом Bridges на студии PW Records в Базеле.
Первый проект, который он выпустил на своём новом лейбле Empire Music, был сборник The Billboard Blackmarket Mixtape. В 2012 году Sonny Seeza основал в Бруклине свой лейбл Tytaynium ONYX. Он выпустил свой второй сольный альбом, Bridges, 26 февраля 2016 года.

## Личная жизнь
В 2011 году Sonny Seeza был приглашён в Швейцарию букинг-агентом Soni Keomanyvong из Loyal Unity Booking and Management, чтобы сделать несколько живых шоу в Швейцарии. Впоследствии она стала его букинг-агентом, менеджером и любимой девушкой.

## Дискография
Студийные альбомы
- 2009: Tytanium
- 2016: Bridges

Компиляции
- 2012: The Billboard Blackmarket Mixtape

Международный проект
- 2015: Doc Help (Remix Contest)

Синглы
- 1998: «Fire» / «Where You At» (as Sonsee from Onyx)
- 2012: «Doc Help»
- 2014: «We Can Due It»
- 2016: «Everywhere»[19]

## Награды и номинации
В 1994 году Sonny Seeza в составе группы Onyx был номинирован за альбом Bacdafucup на премию «Любимый новый рэп/хип-хоп-артист» на церемонии American Music Awards и победил в номинации «Лучший рэп-альбом» на церемонии Soul Train Music Awards.
| Год  | Награда                 | Номинированная работа | Категория                          | Результат |
| ---- | ----------------------- | --------------------- | ---------------------------------- | --------- |
| 1994 | American Music Awards   | Bacdafucup            | «Любимый новый рэп/хип-хоп-артист» | Номинация |
| 1994 | Soul Train Music Awards | Bacdafucup            | «Лучший рэп-альбом»                | Победа    |

## Фильмография
- The Addiction (1995) эпизодическая роль
- Ride (1998) в роли Tyrone «Son See» Taylor

## Видео игры
- Rap Jam: Volume One (1995) в роли Suave[20]